# El Cantare fight

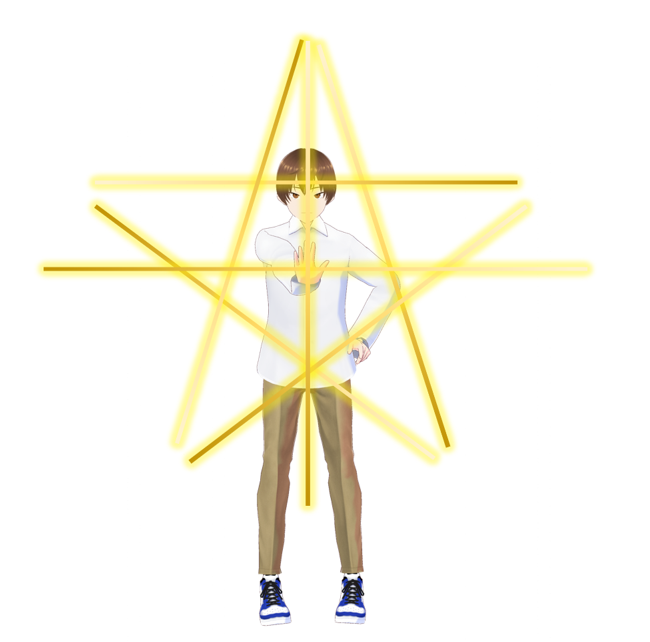
El Cantare fight

El Cantare fight (japanska: エル・カンターレ ファイト?, Eru Kantāre faito) är en religiös ritual som utförs av troende inom Happy Science. Det är en form av bön och exorcism som utförs i syfte att driva ut eller hålla borta Satan och onda andar. El Cantare är namnet på gud i Happy Science.
El Cantare healing är en variation av bönen som används för att försöka bota sjukdomar.

## Procedur
1. Personen som utför bönen står med benen i axelbredd och för samman handflatorna mot varandra framför bröstet.
2. Samtidigt som vänsterhanden vilar på höften används högerarmen för att rita ett kors i luften. Armen förs vågrätt från vänster till höger samtidigt som personen säger "Light!". Därefter förs handen lodrätt uppifrån och ned samtidigt som personen säger "Cross!". Detta moment upprepas två gånger.
3. Med hjälp av högerarmen ritas en femuddig stjärna i luften. Vid den första linjen av stjärnan säger personen "El". Vid den tredje linjen "Can" och vid den sjätte och sista linjen "tare".
4. Högerarmen och handflatan hålls utåt, rakt fram, i mitten av stjärnan. Personen säger "Fight!". Armen och handen hålls därefter kvar i denna position i 30 sekunder.

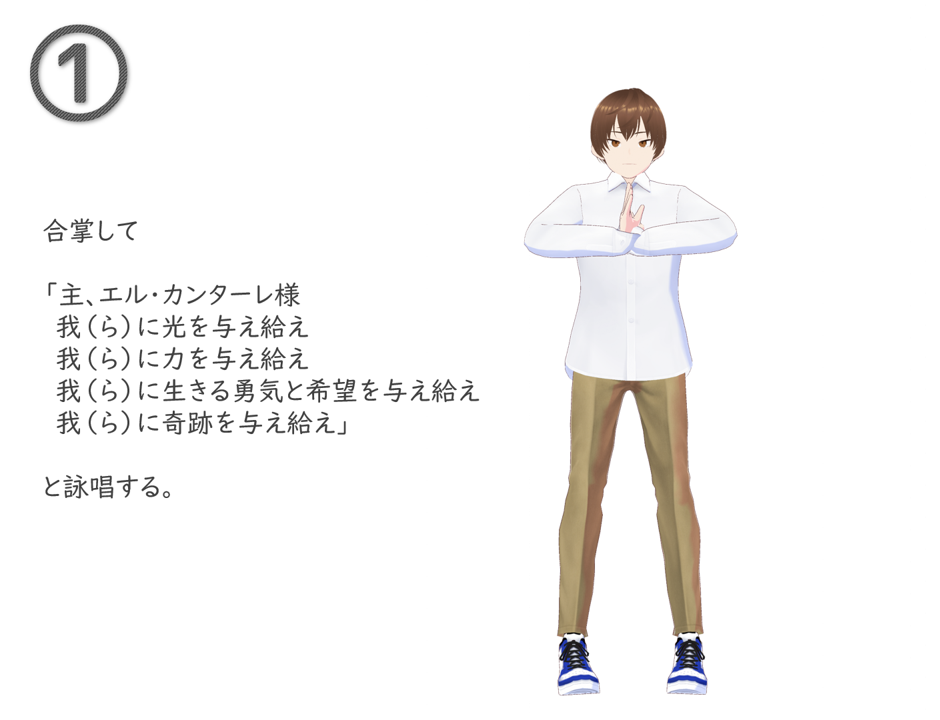
Steg 1.
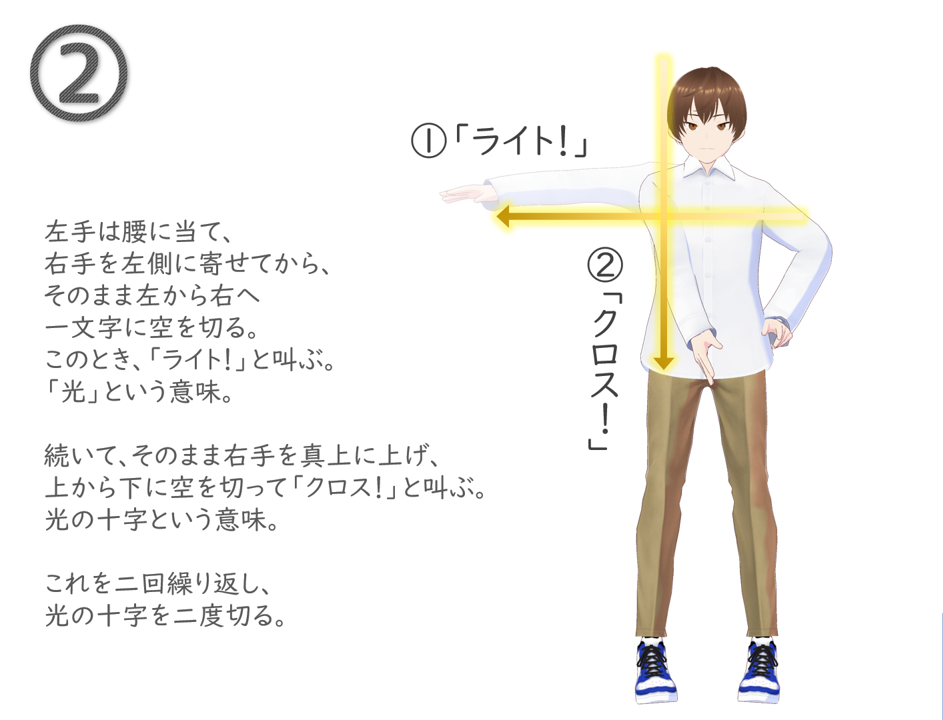
Steg 2. Detta moment upprepas två gånger.
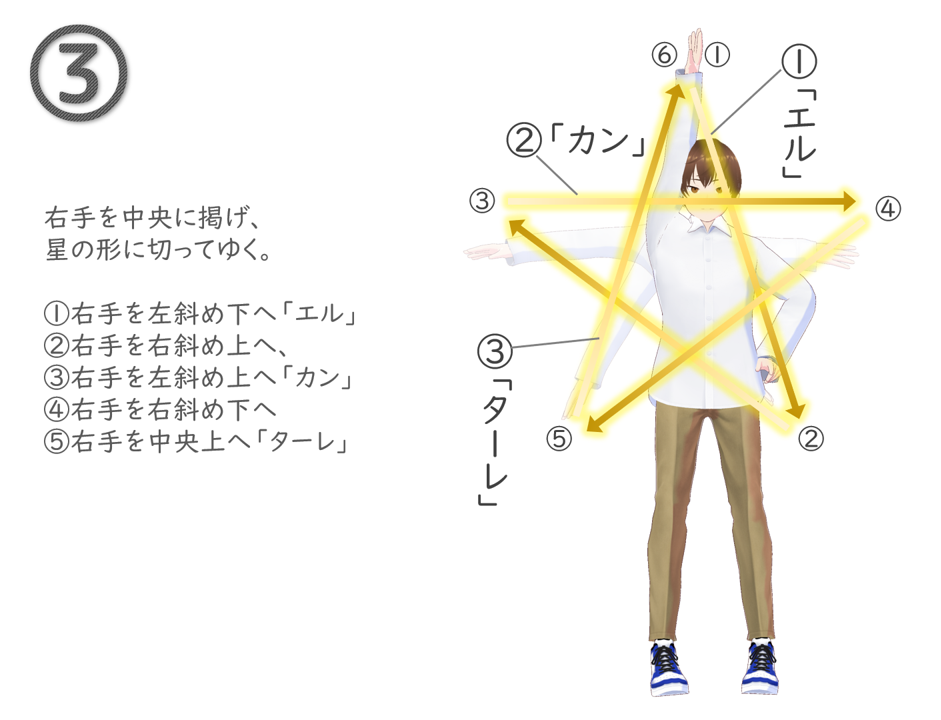
Steg 3.
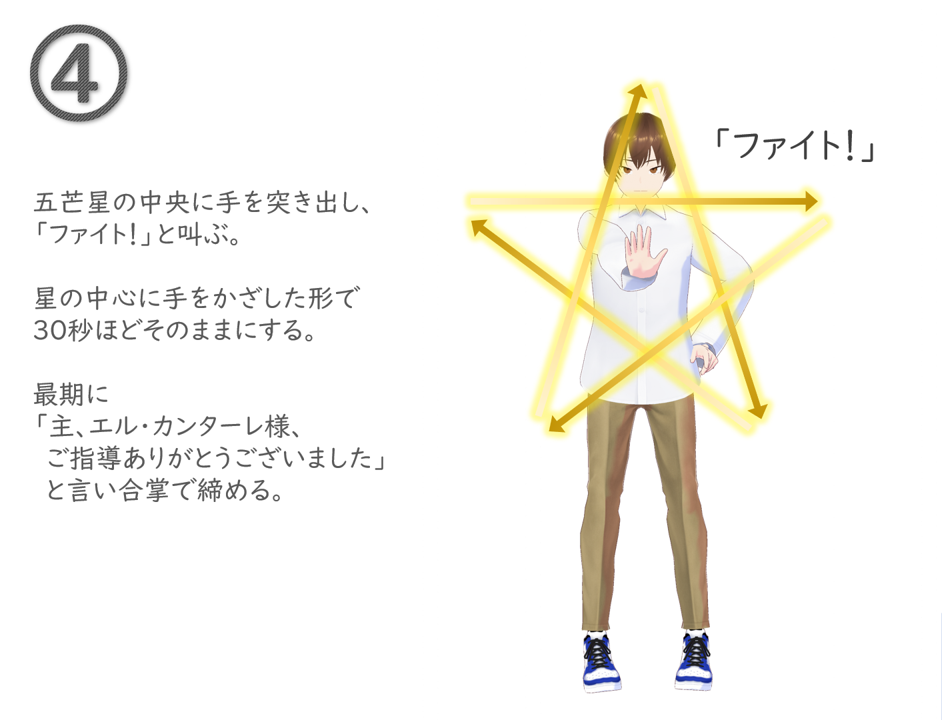
Steg 4.